# Pseudorhipsalis
Pseudorhipsalis es un género  de cactus natural de Centroamérica. Este género se incluye a menudo en  Disocactus. Comprende 36 especies descritas y de estas, solo 7 aceptadas.

## Descripción
Este género es similar a Rhipsalis en que se encuentran especies epífitas  con pequeñas flores de color blanco cremoso. Sin embargo, las flores son diferentes ya que los ovarios y las partes del perianto están conectados y los frutos tienen escamas. Además, este género se limita a América Central, con la excepción de una especie que se extiende en América del Sur. Este género es muy escaso en el cultivo. Las areolas son pequeñas a lo largo del margen del tallo, por lo general en un nivel superior. A partir de estas areolas, nuevos tallos o flores se forman. Las flores son, tubos o vasos cortos pequeños - blanco cremoso. Las frutas son pequeñas bayas que pueden ser de color blanco o rojizo.

## Taxonomía
El género fue descrito por Britton & Rose y publicado en The Cactaceae; descriptions and illustrations of plants of the cactus family 4: 213. 1923. La especie tipo es: Pseudorhipsalis alata
Etimología
Pseudorhipsalis: nombre genérico que deriva de las palabras griegas: "pseudo" = "falso", de aquí "falso Rhipsalis"

## Especies aceptadas
A continuación se brinda un listado de las especies del género Pseudorhipsalis aceptadas hasta mayo de 2015, ordenadas alfabéticamente. Para cada una se indica el nombre binomial seguido del autor, abreviado según las convenciones y usos.	
- Pseudorhipsalis acuminata
- Pseudorhipsalis alata
- Pseudorhipsalis amazonica
- Pseudorhipsalis himantoclada
- Pseudorhipsalis horichi
- Pseudorhipsalis lankesteri
- Pseudorhipsalis ramulosa